# Antillenhuis

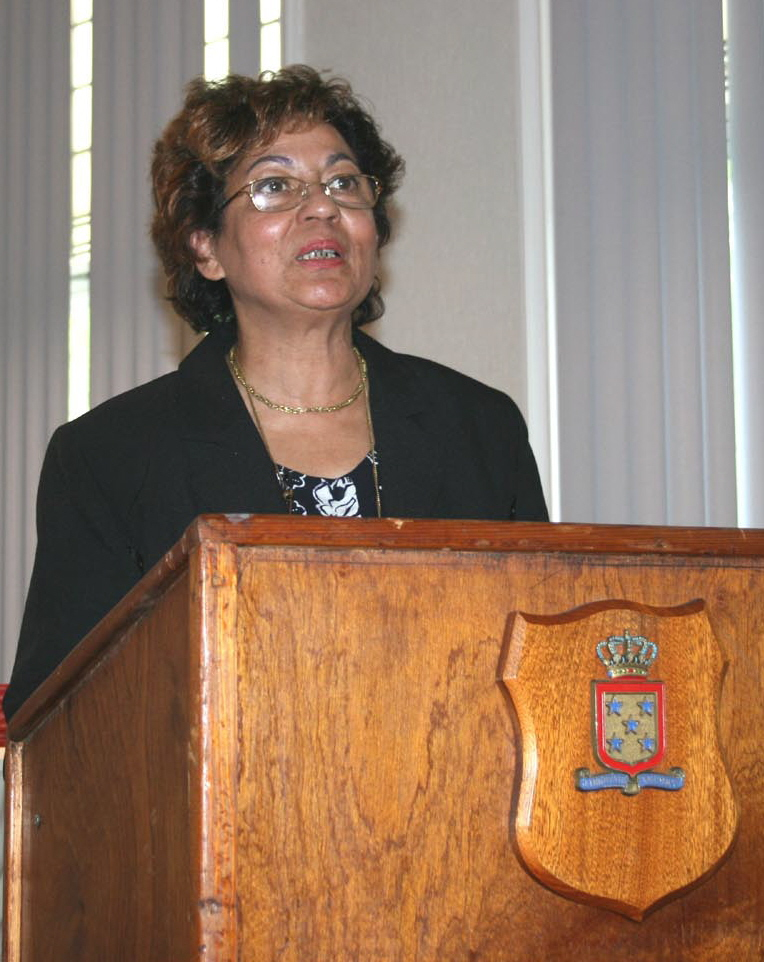
De schrijfster Myra Römer in 2008 in het Antillenhuis.

Het Antillenhuis was de zetel in Den Haag van de Gevolmachtigd minister van de Nederlandse Antillen (GevMin) met medewerkers, tezamen het Kabinet van de Gevolmachtigde Minister van de Nederlandse Antillen. 
Het Antillenhuis was van 1955 tot 2010 gevestigd aan de Badhuisweg. Het pand Badhuisweg nr. 175, gelegen tegenover Hotel Wittebrug, werd in 1955 aangekocht en ingericht als kantoor en woonhuis van de gevolmachtigd minister. In 1959 volgde een uitbreiding, waarbij de ambtswoning verplaatst werd naar de belendende stadsvilla Badhuisweg nr. 173. Later werd ook dit pand als kantoor ingericht.
Het kabinet, meestal ook aangeduid als Antillenhuis, was de officiële vertegenwoordiging van het land Nederlandse Antillen, een van de delen van het Koninkrijk der Nederlanden, in het land Nederland (dat toen alleen het Europese deel van het Koninkrijk omvatte) en de vertegenwoordiging naar de in Nederland gevestigde instellingen van het Koninkrijk. Ook behartigde het Antillenhuis, vergelijkbaar met een consulaat, de belangen van Antillianen in Nederland.
Aan het bestaan van de bestuurlijke eenheid Nederlandse Antillen kwam een eind in 2010, nadat de ervan deel uitmakende eiland(gebied)en Curaçao, Bonaire, Sint Maarten, Saba en Sint Eustatius hadden besloten uit elkaar te gaan. De functie van de gevolmachtigd minister en van het Antillenhuis kwamen daarmee op 10 oktober 2010 te vervallen.
In het pand op de Badhuisweg werd toen het Curaçaohuis (KGMC) gevestigd, maar dat is in 2014 vertrokken en, na een tijdelijke locatie, in 2015 verhuisd naar de Prinsegracht in het centrum van Den Haag.
Het Antillenhuis is in 2010 vereeuwigd door een miniatuurversie (1:25) in de nabijgelegen miniatuurstad Madurodam. Tegelijk met de onthulling hiervan op 7 oktober 2010 werd in Madurodam ook een Delfts blauw huisje van de KLM gepresenteerd.